# Johannes Lambertus Antonius Stevens
Johannes Lambertus Antonius Stevens (Sambeek, 17 mei 1911 — 4 maart 1994) was een Nederlands burgemeester.
Hij werd geboren in Sambeek waar zijn opa, Lambertus Jacobus Stevens, burgemeester was. Twee jaar later werd zijn vader, Petrus Leonardus Stevens, daar als burgemeester benoemd. Zelf had J.L.A. Stevens ook een burgemeesterscarrière. Vanaf september 1942 was hij enige tijd waarnemend burgemeester van Berghem en in de periode 1942-1943 was hij waarnemend burgemeester van Oeffelt. In 1944 was hij wederom waarnemend burgemeester en wel van de gemeente Mierlo. Van maart 1945 tot mei 1946 was Stevens waarnemend burgemeester van Gemert. In juni 1946 volgde zijn benoeming tot burgemeester van Eersel wat hij zou blijven tot zijn pensionering in juni 1976. Stevens overleed begin 1994 op 82-jarige leeftijd. In Eersel is de Stevensstraat naar hem vernoemd.